# Villa romaine d'Ossaia
La Villa romaine d'Ossaia était une grande et luxueuse villa romaine située dans la localité rurale d'Ossaia, une frazione de la ville de Cortone;dans la province d'Arezzo, en Toscane,.
Elle appartenait autrefois à la famille d'Auguste, ses petits-fils Gaius Caesar et Lucius Caesar.

## Historique
La villa a été construite sur un sanctuaire étrusque du Ve siècle av. J.-C. Les modèles architecturaux et décoratifs de la luxueuse villa romaine d'Ossaia proviennent de Rome, du Ier siècle av. J.-C., où de grandes villas similaires ont été construites sur les pentes du mont Palatin. Elle a été construite à la fin du IIe ou au début du Ier siècle. Plus tard, la villa fut monumentalisée par la famille consulaire Gens Vibia puis plus tard par leurs héritiers, Gaius Caesar et Lucius Caesar, petits-fils et héritiers du trône de l'empereur Auguste.
Au cours du IIe siècle, la villa subit d'importants changements architecturaux lorsque les pièces d'habitation furent transformées en ateliers, une partie de la villa resta inoccupée et certaines pièces furent réaménagées. Les terrasses inférieures ont été transformées en une grande usine produisant des amphores à vin, des lampes et des tuiles pour le toit et le sol. Les peintures murales montrent qu'une résidence d'élite était toujours entretenue sur le site.
Du IIIe au VIe siècle, le site s'est développé en un village (vicus) entourant l'habitation plus riche et plus grande. Bien que la villa ait été modifiée au cours de cette période selon la mode et les goûts, les caractéristiques d'origine ont été conservées. La villa se composait de trois zones de construction distinctes et d'une grande citerne.

## La Villa

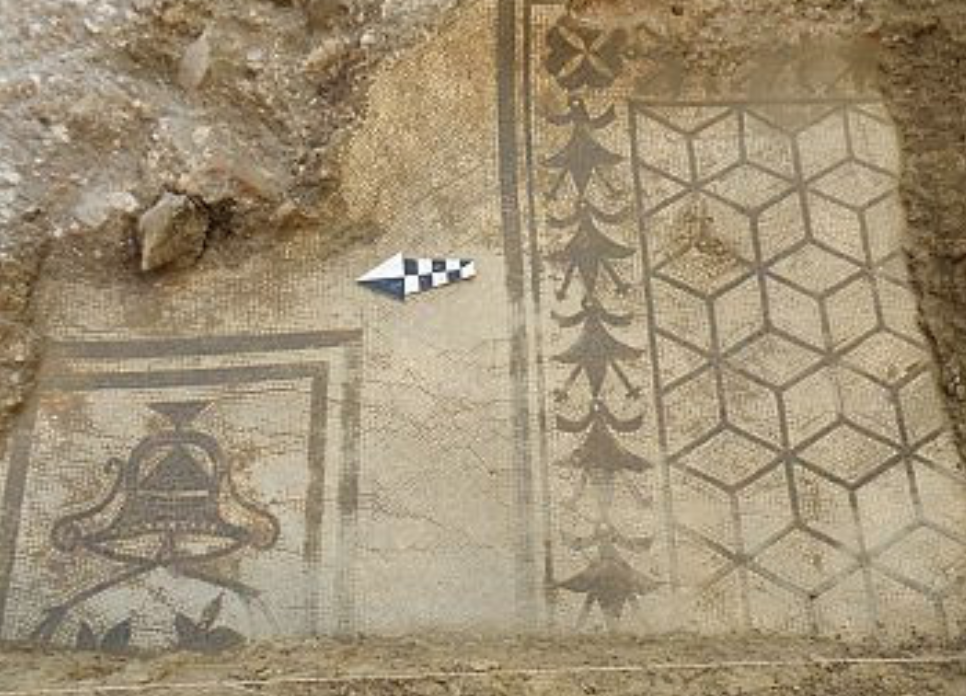
Mosaïque.

La villa était située à proximité de la voie romaine menant à Cortone et était surélevée du fond de la vallée sur une plate-forme soutenue par un cryptoportique. La villa a été construite sur au moins trois terrasses à flanc de colline, de sorte qu'elle dominait la région, comme beaucoup d'autres grandes villas de la fin de la période républicaine, comme celles de Caius Marius, Pompée et Jules César à Misène et Baïes, et sur le modèle de nombreux sanctuaires hellénistiques, comme le sanctuaire de la Fortuna Primigenia à Préneste et d'autres à Délos et Kos.
Une immense citerne en opus vittatum (assises alternées de brique et de pierre) datant du IIe siècle dominait une partie du site et était décoratif par sa face sud exposée à la route qui comprenait une ligne d'arcs ressemblant à un cryptoportique. Sa taille indique qu'elle était principalement utilisée pour l'agriculture et que le domaine était prospère à cette époque.
De nombreuses trouvailles et mosaïques de la villa se trouvent au musée de l'Académie étrusque de Cortone.
La villa principale se composait de trois zones de construction distinctes.

### Zone I

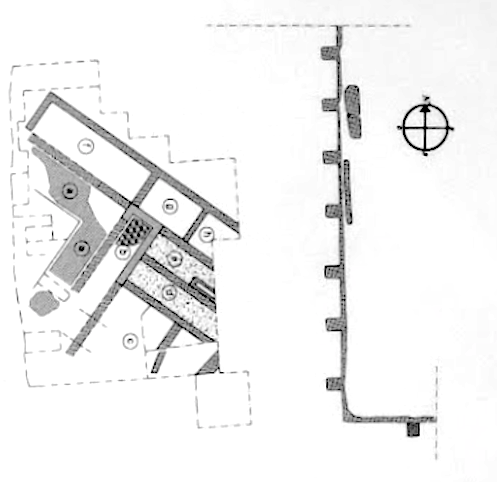
Plan de la Zone 1.

L'orientation différente de cette zone souligne sa distinction fonctionnelle par rapport au reste du site, puisque cette zone la plus méridionale était la partie publique, construite autour d'un portique en forme de V qui donnait sur la via Chiana.
Des mosaïques noires et blanches du Ier siècle av. J.-C. au Ier siècle ont été trouvés sous les mosaïques post-constantiniennes visibles aujourd'hui. L'importance de cette zone dans la première phase de la villa est confirmée par les plaques en bas-relief de terre cuite, dits de  Lastre Campana (it). De tels bas-reliefs étaient généralement utilisés dans les édifices publics chargés de fonctions sacrées ou civiques, ainsi que dans les édifices privés les plus prestigieux. Un groupe de longues salles alternées avec des bassins et des plaques en bas-relief en terre cuite pour constituer l'espace de divertissement public.
L'espace situé à 500 m au sud, avec un nymphée et un bâtiment circulaire avec un sol en mosaïque, une réserve d'eau et des bassins, apparaît comme une sorte de parc aquatique.
Malgré le fait que la zone a été modifiée au cours de la vie du site, les éléments architecturaux et décoratifs d'origine ont été conservés et modifiés uniquement pour exprimer le goût et la mode des propriétaires aux différentes époques.

### Zone II

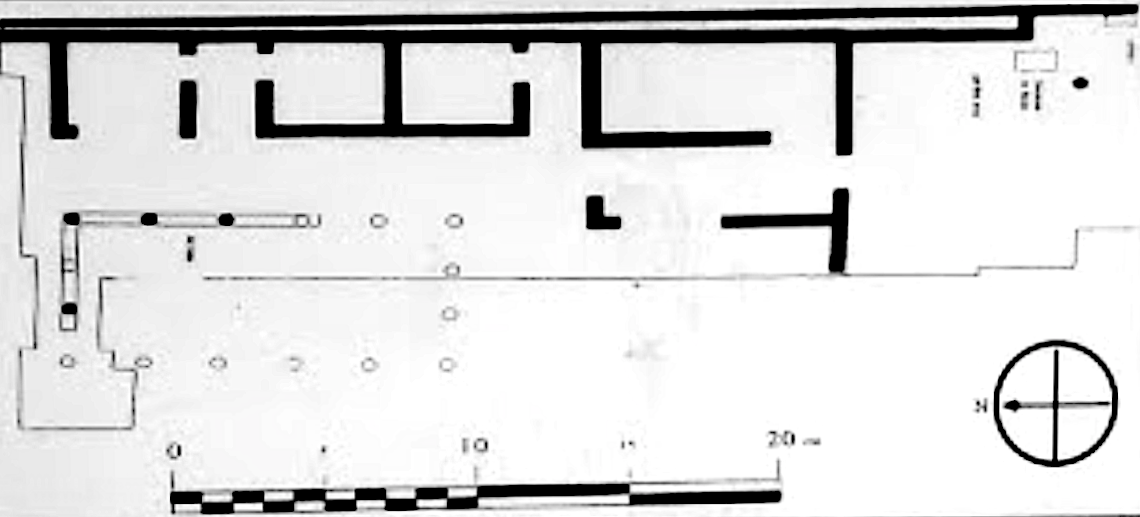
Plan de la zone II.

Cet espace a été construit sur le sanctuaire étrusque et constituait la partie privée et la plus traditionnelle de la villa, articulée autour d'un atrium avec péristyle et jardin. La disposition de l'atrium et la mosaïque monochrome qui l'entoure sont similaires à celles de la Villa dei Volusii à Lucus Feroniae, près de Rome.
Un escalier menait à une terrasse supérieure à colonnades avec fontaine.
Après le premier siècle de notre ère, les grandes pièces de la zone 2 ont été divisées en petites pièces avec des foyers, des égouts de tuiles ont été percés dans les sols en mosaïque antérieurs et les sols ont été recouverts de mortier et utilisés pour la production de briques et de tuiles.
Après le Ier siècle signifié par la grande quantité d'ustensiles de cuisine, on trouve de nombreuses grandes assiettes de Terra Sigillata du Moyen Adriatique pour les repas en commun.

### Zone III

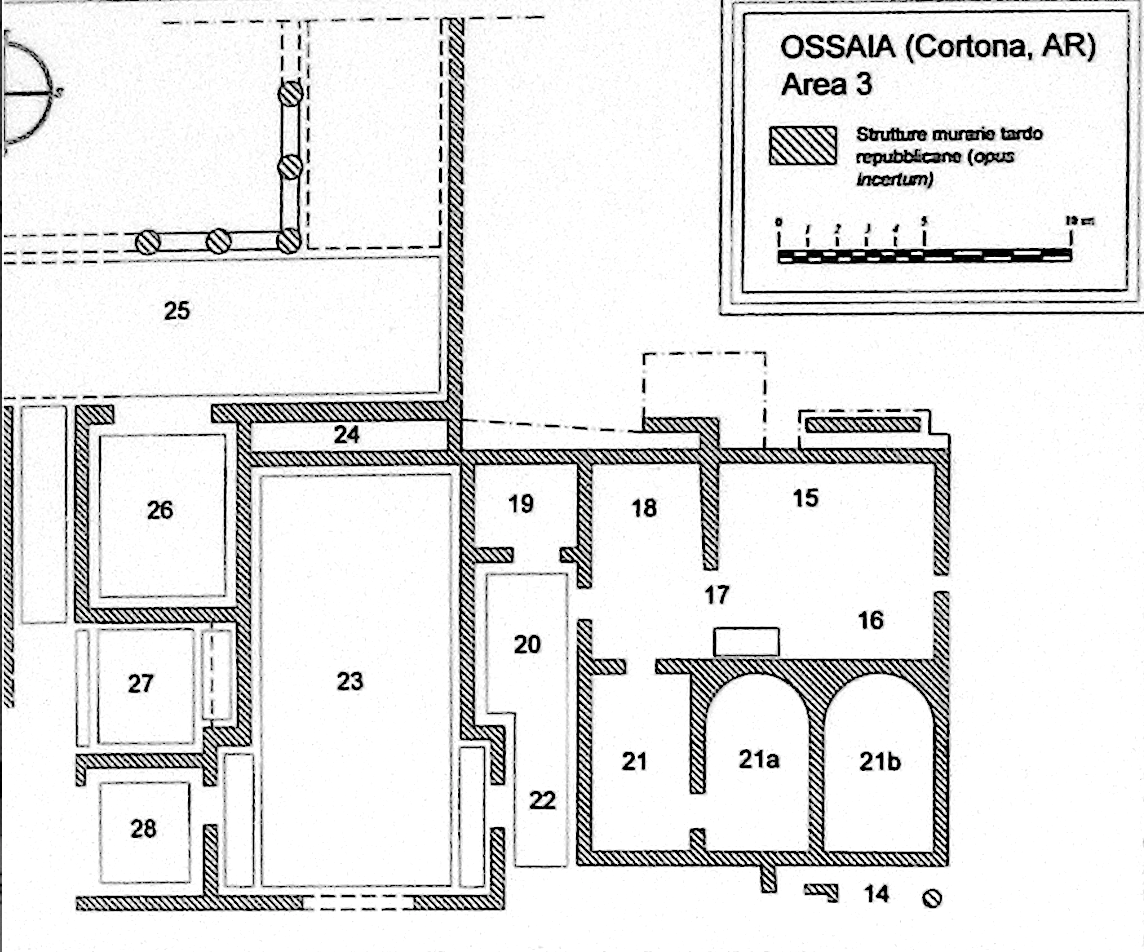
Plan de la zone III: Jardin, 21a : Tepidarium, 21b : Calidarium, 23 : Réception, 26 : Salle à manger.

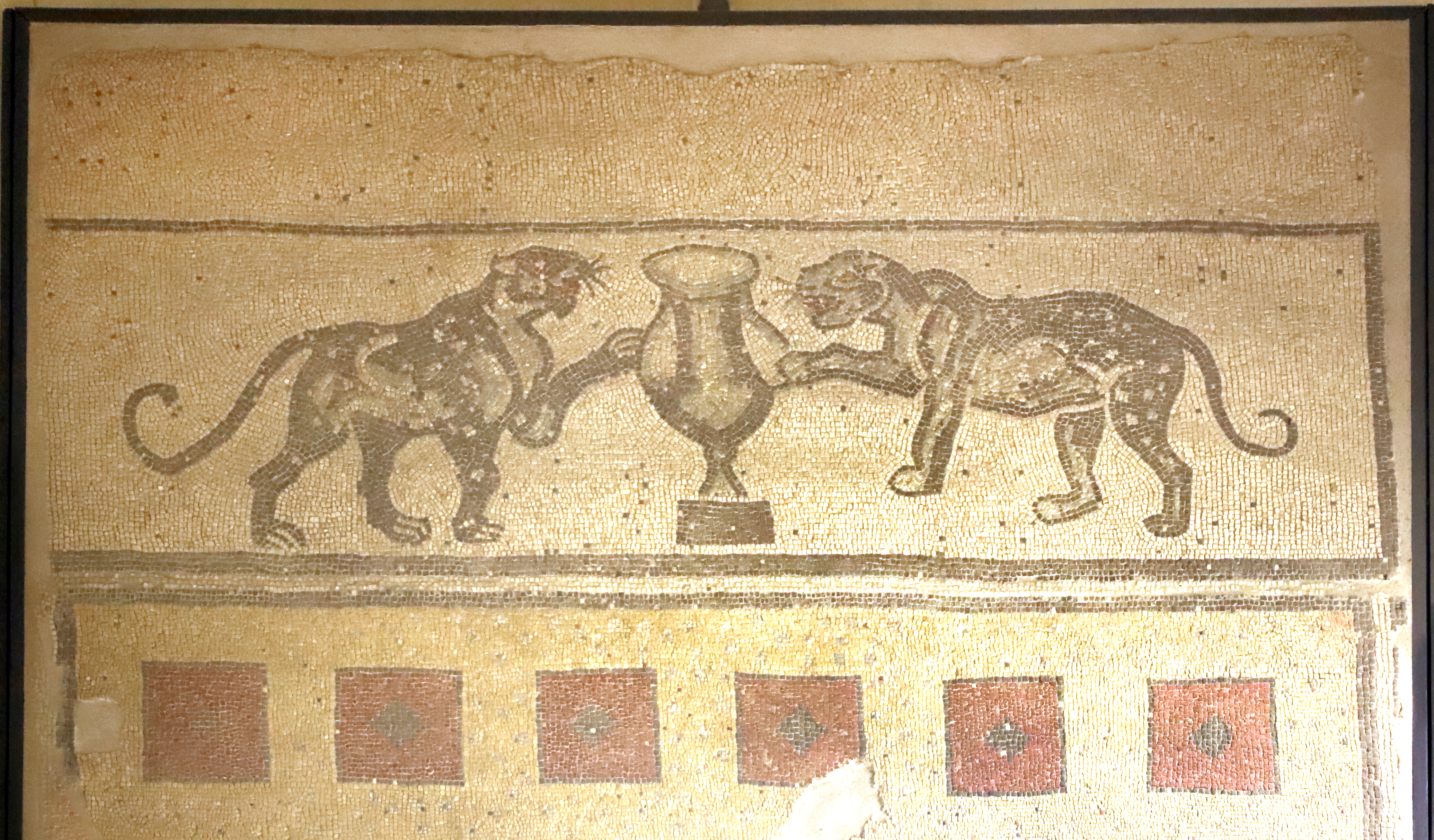
Masaïque aux panthères.

Dans cette zone, les salles les plus importantes étaient destinées aux divertissements privés, une pour l'hiver (no 23) et une pour l'été (nos 25-26), identiques aux salles trouvées dans les maisons importantes de Pompéi et dans le palais d'hiver du roi Hérode à Jéricho. La mosaïque du péristyle avec des morceaux de marbre importés, les bains (nos 21, 21a-b) et le jardin intérieur (nos 15 à 18) étaient également des éléments importants. Au IIe siècle, un four à lampes et à poterie fut construit dans le jardin.
Au début du IIIe siècle, cette zone fut à nouveau utilisée pour le divertissement lorsqu'une grande salle à piliers fut construite au cours du Ier siècle av. J.-C. avec une grande mosaïque symbolisant la fusion cérémoniale de la vinification (les kantharos) et la référence religieuse dionysiaque des panthères.